# Katastrofa lotu British Airways 38
Katastrofa lotu British Airways 38 – wypadek lotniczy, który wydarzył się 17 stycznia 2008 o godzinie 12:42 w Londynie (Anglia). Boeing 777 linii British Airways rozbił się tuż przed progiem pasa startowego podczas lądowania na lotnisku Heathrow, po ponad dziesięciogodzinnej podróży z Pekinu. Spośród 152 osób znajdujących się na pokładzie (136 pasażerów i 16 osób załogi) nikt nie zginął, a rannych zostało 47 osób. Był to pierwszy poważny wypadek Boeinga 777.
Dochodzenie nie miało długo trwać, śledczy mieli do dyspozycji zachowany niemal w całości samolot, rejestratory parametrów lotu i rozmów w kokpicie, a także wszystkich pasażerów i załogę. Mimo to, po ponad roku od katastrofy – wciąż nie wiadomo było, co spowodowało upadek lotu 38.
W końcu, po setkach godzin testów i symulacji wywnioskowano, że przyczyną katastrofy było osadzanie się lodu w przewodach paliwowych, który następnie zatkał wymienniki ciepła w obu silnikach, co doprowadziło do odcięcia dopływu paliwa.

## Samolot
Boeing 777-200ER to dwusilnikowy, szerokokadłubowy samolot pasażerski o przedłużonym zasięgu (eng. Extended Range). Maszyna, która uległa katastrofie została dostarczona do British Airways 31 maja 2001, po czym nadano jej numer rejestracyjny G-YMMM. Był to 342 wyprodukowany Boeing 777 i w ciągu ponad 6 lat spędził 28 678 godzin w powietrzu. Maszyna była napędzana dwoma silnikami Rolls-Royce Trent 800.
Samolot był w stanie pomieścić 236 osób w czterech klasach (13 First Class, 48 Club Class, 48 Business Economy, 127 Traveller Class). Jako że brytyjski przewoźnik nosi numer 36 na liście klientów producenta, model samolotu oznaczany był jako Boeing 777-236.

## Załoga
Załogę lotu 38 British Airways dnia 17 stycznia 2008 stanowiło 16 osób. Byli to:
- Peter Burkill (43 lata) – kapitan, posiada licencję na samoloty typu: Lockheed L-1011, McDonnell Douglas DC-10 i Boeing 777. W momencie katastrofy miał na swoim koncie 12 700 godzin lotu, w tym 8450 w B777.
- John Coward (41 lat) – starszy pierwszy oficer, licencjonowany pilot samolotów typu Boeing 737 i Boeing 777. W momencie katastrofy miał na swoim koncie 9000 godzin lotu, w tym 7000 w B777.
- Conor Magenis (35 lat) – pierwszy oficer (leciał jako pasażer), licencjonowany pilot samolotów typu BAe 146, Boeing 737 i Boeing 777. W momencie katastrofy miał na swoim koncie 5000 godzin lotu, w tym 1120 w B777.

Ponadto na pokładzie znajdowało się 13 członków załogi, obsługujących kabinę pasażerską (przełożoną była Sharon Eaton-Mercer).

## Przebieg wydarzeń
Lot 38 British Airways rozpoczął się w Pekinie, kiedy o godzinie 02:09 samolot wzniósł się w powietrze. Na pokładzie znajdowało się 16 członków załogi i 136 pasażerów. Podróż zaplanowano na 10 godzin i 33 minuty, na wysokości 10 400 metrów (FL341) z obniżeniem do 9 600 metrów (FL315) z powodu ekstremalnie niskich temperatur wzdłuż granicy pomiędzy Chinami a Mongolią. Po sprawdzeniu planu lotu i warunków pogodowych na trasie lotu, załoga wyraziła zgodę na zatankowanie samolotu 79 000 kg paliwa. Lot przebiegał spokojnie, kiedy nad Londynem ILS ustawił samolot na osi pasa 27L – samolot trafił na lekkie porywy wiatru. W przypadku turbulencji automatyczny pilot szybciej reaguje na wahania samolotu, niż piloci, dlatego też załoga postanowiła pozostawić automat włączony dłużej niż zwykle.
2 minuty przed lądowaniem, gdy samolot znajdował się na wysokości 360 metrów nad ziemią – pierwszy oficer John Coward przejął stery, w tym czasie kapitan Peter Burkill porządkował papiery i wypatrywał, czy miejsce na pasie zostało zwolnione przez poprzedni lądujący samolot. Na wysokości 150 metrów nad ziemią pojawił się problem. Coward miał wyłączyć autopilota, kiedy zauważył, że silniki nie mają mocy i nie może zwiększyć obrotów. Na przyrządach, wskazujących moc w silnikach, wartości spadały do zera. Prawy silnik przestał działać, a 7 sekund później lewy. Maszyna z grupą 152 osób na pokładzie zaczęła spadać. Szybko pojawiły się komunikaty o zbyt niskiej prędkości, opadali z prędkością 550 metrów na minutę. Tuż przed progiem pasa startowego znajduje się stacja benzynowa i stacja metra Hatton Cross – upadek w tym miejscu mógł oznaczać 100% ofiar w samolocie i wiele zabitych osób na ziemi.
Kapitan wiedział, że nawet jeżeli uda im się minąć zabudowania, mogą uderzyć w ruchliwą drogę szybkiego ruchu A30 albo anteny na terenie lotniska. Jak później podały media, w tym czasie na lotnisko Heathrow zmierzał ówczesny premier Wielkiej Brytanii Gordon Brown, samolot przeleciał niecałe 8 metrów nad samochodem, w którym się znajdował.
Kapitan miał 30 sekund między uświadomieniem sobie awarii a uderzeniem, w tym czasie musiał podjąć dwie ważne decyzje. Pierwszą było schowanie podwozia, które wywołuje największy opór powietrza. Bez podwozia samolot mógł dolecieć dalej, omijając budynki, ale w momencie upadku wysunięte koła przejmują pierwszy impet uderzenia. Kapitan zadecydował o pozostawieniu podwozia w pozycji wysuniętej. Drugą było schowanie klap, co zmniejszyłoby opór, ale i siłę nośną. Samolot mógłby polecieć dalej, ale opadałby szybciej. Kapitan musiał ocenić, co jest ważniejsze; po chwili wahania wsunął klapy o 5°, co dało załodze kilka dodatkowych metrów. Na 3 sekundy przed uderzeniem w ziemię kapitan nadał komunikat "Mayday".
Samolot uderzył w miękkie błoto i trawę około 300 metrów przed progiem pasa startowego. Goleń podwozia głównego przebiła się przez skrzydła, podwozie przednie się złamało, osłony silników odpadły, a wirniki wryły się w ziemię i beton. Wobec skali zniszczeń samolotu zaskakującym dla załogi był fakt, że nikt nie zginął, a jedynie 47 osób zostało rannych.
Służby ratunkowe lotniska pojawiły się natychmiast. Informacja o wypadku lotu 38 zdominowała informacje medialne, to był najpoważniejszy wypadek od 30 lat, do jakiego doszło na Heathrow.

## Śledztwo
Śledztwo w sprawie katastrofy prowadzili specjaliści z AAIB (ang. "Air Accidents Investigation Branch"). Śledczy mieli kilka hipotez dotyczących jednoczesnego zatrzymania obu silników. Jedną z nich był brak paliwa; to rzadkie, ale w lotnictwie zdarzało się, że załoga popełniła błąd w przeliczaniu galonów na jednostki metryczne. Śledczy stwierdzili, że na miejscu katastrofy można było wyczuć charakterystyczny zapach paliwa lotniczego, które wylewało się z silników i przewodów paliwowych, dodatkowo sprawdzono zawartość zbiorników, w których wciąż znajdowało się paliwo. Hipoteza została więc szybko odrzucona. Równolegle badano jego jakość na podstawie próbek pobranych z różnych miejsc układu paliwowego. Mogło zawierać cząstki i substancje biologiczne, które zatykają filtry i ograniczają przepływ, pozbawiając maszynę napędu. Paliwo zatankowane na lot 38 zostało wyprodukowane w Korei Południowej, porównano je z ponad 1200 próbkami paliwa z Wielkiej Brytanii, okazało się bardzo dobrej jakości. Podczas badania układu paliwowego znaleziono kilka kawałków taśmy i czerwony skrobak, co przywiodło śledczym na myśl możliwość zatorów. Przedmioty dostały się do zbiorników prawdopodobnie podczas budowy samolotu. Świadczyło to o zaniedbaniach producenta, ale nic nie wskazywało na to, że przedmioty te odegrały jakąkolwiek rolę w upadku lotu 38. Były tak małe, że nie spowodowałyby zatkania przewodów.

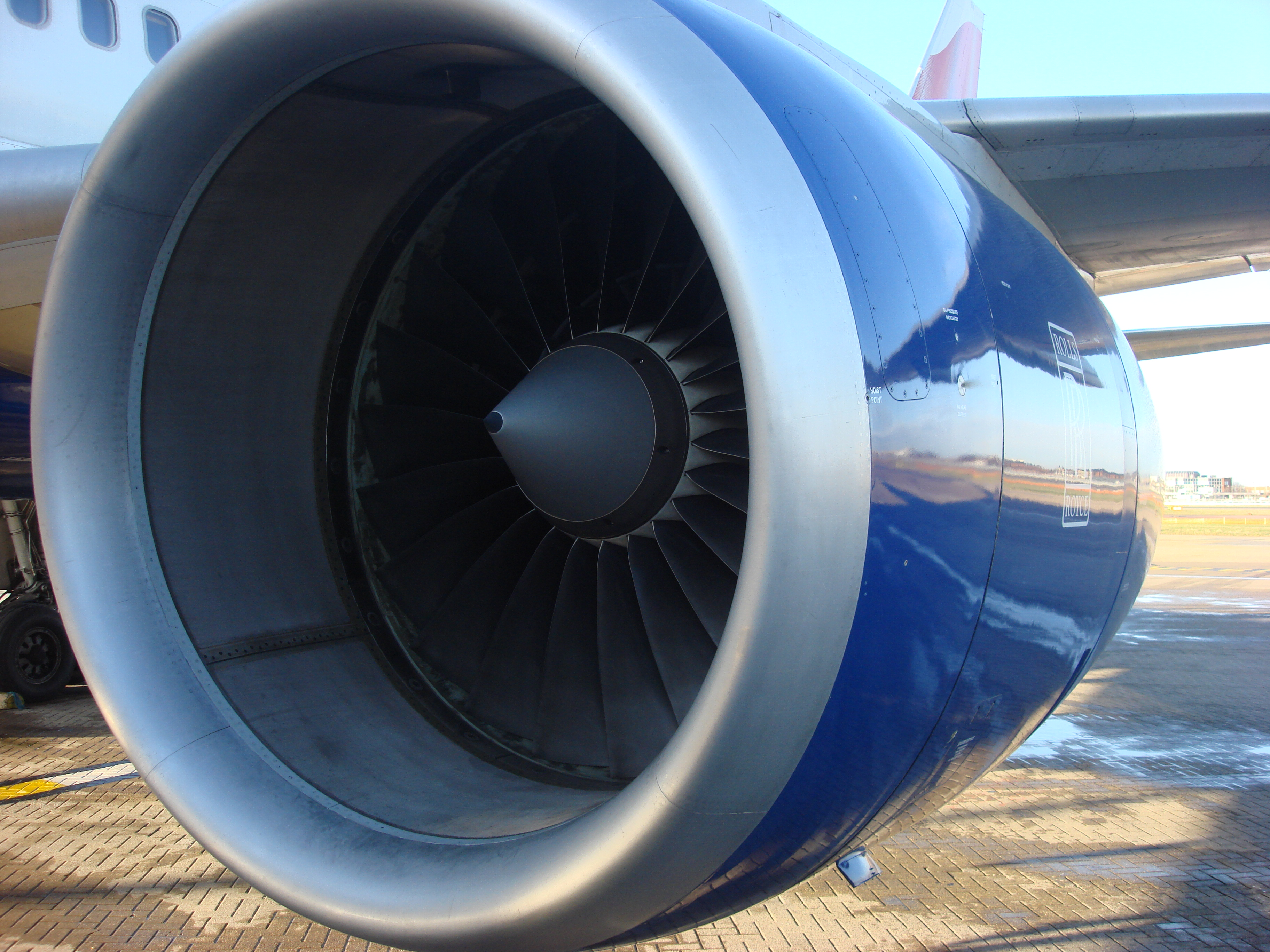
Silnik B777 British Airways

Podczas poszukiwania odpowiedzi wyszło na jaw, że inny Boeing 777 miał podobne problemy. Niespełna 3 lata przed katastrofą na Heathrow, 1 sierpnia 2005 Boeing 777 linii Malaysia Airlines po starcie z Perth w Australii znajdował się na wysokości ponad 11 000 m, kiedy nagle automatyczny pilot uniósł nos maszyny gwałtownie w górę, co mogło doprowadzić do przeciągnięcia. Załoga zdołała opanować sytuację, wyłączając autopilota i przejmując stery. Dochodzenie wykazało, że przyczyną była usterka systemu komputerowego. Badacze katastrofy lotu British Airways zaczęli przypuszczać, że w systemie komputerowym 777 mogą być usterki. Taki wniosek skompromitowałby producenta i oznaczałoby to, że wszystkie Boeingi 777 na całym świecie mogły potencjalnie ulegać katastrofom.
Jednocześnie śledczy zaczęli analizować warunki pogodowe w dniu wypadku. Powietrze nad Syberią było bardzo zimne, temperatura otoczenia wynosiła -74 °C. Takie warunki są niebezpieczne, jeśli nie podejmuje się środków zaradczych. W ekstremalnie niskich temperaturach z paliwa lotniczego zaczyna się wydzielać parafina, jego lepkość rośnie i w efekcie przestaje płynąć. Załoga lotu 38 monitorowała temperaturę paliwa na przyrządach, nie dopuszczając do jej spadku poniżej -34 °C. Gdy odrzutowiec zbliżał się do Londynu, temperatura paliwa znacznie wzrosła. Kolejna przyczyna katastrofy została wykluczona. Komisji zaczęło brakować pomysłów, a środowisko lotnicze i media zaczęły naciskać na szybkie wyjaśnienie przyczyn wypadku.
Specjaliści z AAIB postanowili przebadać lot w najmniejszych szczegółach i wychwycić wszelkie anomalie, w tym celu zwrócili się do operatorów samolotów napędzanych silnikami Rolls-Royce o przesłanie danych do porównania. Wkrótce do siedziby Komisji w Farnborough napłynęły informacje z całego świata, mieli do przebadania dane ze 144 000 lotów. Jednocześnie duże fragmenty układu paliwowego z maszyny, która uległa katastrofie, przeniesiono do hangaru Komisji i ponownie zmontowano. Śledczy rozważali wszelkie możliwości – od błędów projektu do wad występujących w tym konkretnym samolocie. Nie znaleźli żadnych usterek, a śledztwo utknęło w martwym punkcie.
W toku śledztwa wciąż narastało podejrzenie, że sprawcą katastrofy był lód. 3 miesiące po katastrofie Brian McDermid (AAIB) poleciał do Seattle, by z pomocą mechaników producenta samolotu przeprowadzić badania nad tą możliwością. Przeprowadzili oni testy, w wyniku których stwierdzono, że jedynym miejscem w układzie paliwowym, w którym zatory mogą ograniczyć przepływ poniżej 2,5 tony paliwa na godzinę, jest wlot wymienników ciepła między olejem silnikowym i paliwem. Zimne paliwo ogrzewa się, równocześnie chłodząc olej. Są ważnym elementem systemu paliwowego, stosowanym, by zapobiegać problemom, jakie prawdopodobnie wystąpiły w locie 38.

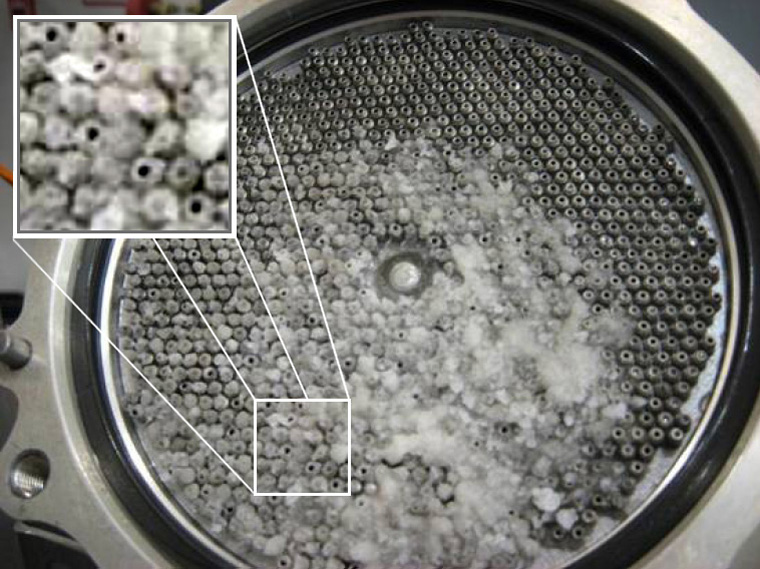
Lód odkładający się na wlocie wymiennika ciepła silnika Rolls-Royce Trent 800 uzyskany w warunkach laboratoryjnych

Odtwarzano warunki środowiskowe, jakie samolot napotkał podczas przelotu, mimo to lód nie pojawiał się w ilości, która mogła zagrozić przepływowi paliwa. Jednak kiedy temperatura paliwa wzrosła, nastąpił przełom. Gdy temperatura przekroczyła -20 °C, kryształki zaczęły się łączyć i osadzać wewnątrz przewodów. Śledczy dowiedli, że poniżej tej temperatury kryształki lodu są zbyt twarde, by powiązać się ze ściankami przewodów, ale w zakresie od -20 do -8 °C lód oblepia przewody paliwowe. Mimo to badacze nie wiedzieli, w jaki sposób dokładnie lód doprowadził do katastrofy lotu 38, wciąż analizowano dane lotów przesłanych przez innych operatorów, w których mniej niż 1% odbywał się w takich samych warunkach środowiskowych. Wówczas to, 26 listopada 2008, tj. ponad 10 miesięcy po katastrofie, miał miejsce podobny przypadek. Boeing 777 Delta Air Lines znajdował się na wysokości 11 000 metrów nad ziemią, kiedy jeden z silników przestał pracować. Jednak w tym przypadku silnik udało się uruchomić ponownie i samolot wylądował bezpiecznie w Atlancie. Wzrosła obawa, że Boeing 777 ma poważną wadę konstrukcyjną, a wszystkie samoloty tego typu są zagrożone. Badacze z AAIB przebadali lot Delty: samolot był wyposażony w silniki tego samego typu, co nakierowało badania na ten sam problem. Jak się okazało, silniki Delty reagowały bardzo podobnie do tych z Boeinga 777 na Heathrow.
W ciągu roku od katastrofy przeprowadzono setki symulacji i wydano miliony dolarów na badania, a wciąż nie zdołano w przewodach paliwowych wytworzyć takiej ilości lodu, która mogła zatkać wymiennik ciepła. Śledczy badali pobór paliwa w czasie lotu: jak się okazało, przez cały czas był on na względnie stałym poziomie do momentu zbliżania do Heathrow. Wtedy zaczęły się turbulencje, przez które silniki musiały gwałtownie zmieniać obroty, zwiększając pobór paliwa. Przeprowadzono symulację odtwarzającą te wydarzenia. Efekt był przełomowy – lód odkładający się w przewodach paliwowych oderwał się i zatkał wlot wymienników ciepła, niemal całkowicie zamykając dopływ paliwa do silników. Był to błąd w konstrukcji Boeinga 777.
Ostateczny raport został opublikowany ponad 2 lata po katastrofie – 9 lutego 2010.

## Następstwa
- Po testach w Seattle Rolls-Royce zmienił konstrukcję wymiennika ciepła, a inni producenci samolotów zostali ostrzeżeni, by mogli sprawdzić, czy w ich maszynach nie występuje podobne zagrożenie[2].
- Wieczorem 20 stycznia 2008 wrak samolotu został usunięty sprzed progu pasa 27L[5].
- Kapitan Burkill i pierwszy oficer Coward zostali odsunięci od lotów na ponad miesiąc ze względu na zdiagnozowany u nich zespół stresu pourazowego. Pięć miesięcy po katastrofie Burkill wrócił do pracy, lecz wciąż nie wyzbył się lęków związanych z wydarzeniami. Kiedy w sierpniu 2009 linie redukowały liczbę pracowników – odszedł na własne życzenie[6]. W listopadzie 2010 Peter Burkill powrócił w szeregi British Airways[7].
- Wszystkie 16 osób załogi otrzymało Medale Bezpieczeństwa Lotniczego (ang. BA Safety Medal) za działania podjęte w trakcie i po wypadku; jest to najwyższe odznaczenie w British Airways[8].
- W listopadzie 2009 dziesięciu pasażerów lotu 38 wytoczyło proces firmie Boeing, domagając się po milionie dolarów za odniesione rany fizyczne i psychiczne. Sprawa jest w toku[9].